# FK Zvijezda 09
FK Zvijezda 09 is een Bosnische voetbalclub uit het dorp Stanišići in de gemeente Bijeljina.
Op 14 januari 1980 werd FK Zvijezda Brgule opgericht die vernoemd werd naar de berg Zvijezdi. De club speelde op laag amateurniveau in het dorp Borovača. Aan het einde van de Joegoslavische oorlogen werd de club ontbonden.
In 2009 werd de club FK Zvijezda 09 opgericht in Stanišići die zich ziet als een voortzetting van Zvijezda Brgule. De club won in het seizoen 2010/11 haar poule op het zesde niveau en kwam na vijf kampioenschappen op rij in het seizoen 2015/16 in de Prva Liga Republika Srpska. Daar won Zvijezda 09 in het seizoen 2018/19 de titel waardoor de club in het seizoen 2019/20 voor het eerst uitkomt in de Premijer Liga. De club speelt haar thuiswedstrijden in het gemeentelijk stadion in Ugljevik. In 2020 degradeerde de club.